# Fontanes-du-Causse
Fontanes-du-Causse là một xã thuộc tỉnh Lot trong vùng Occitanie phía tây nam nước Pháp.